# Canadian Open 1968
Die Canada Open 1968 im Badminton fanden Ende März 1968 in Victoria statt.

## Finalergebnisse
| Disziplin    | Sieger                               | Finalist                                  | Ergebnis           |
| ------------ | ------------------------------------ | ----------------------------------------- | ------------------ |
| Herreneinzel | Bruce Rollick                        | Channarong Ratanaseangsuang               | 2-15, 18-15, 17-14 |
| Dameneinzel  | Sharon Whittaker                     | Tyna Barinaga                             | 11-5, 11-8         |
| Herrendoppel | Sangob Rattanusorn Chavalert Chumkum | Wayne Macdonnell Rolf Paterson            | 15-12, 15-11       |
| Damendoppel  | Sharon Whittaker Mimi Nilsson        | Patricia Moody Jean Miller                | 17-14, 12-15, 15-8 |
| Mixed        | Sangob Rattanusorn Lois Alston       | Channarong Ratanaseangsuang Tyna Barinaga | 15-11, 15-7        |